# 高橋達男
高橋 達男（たかはし たつお、1917年8月9日 - 1976年7月9日）は、日本の経営学者。

## 略歴
大阪府出身。1942年東京帝国大学法学部卒、日本電信電話公社に入り、経営調査室長。日本生産性本部経営アカデミー参与、産業能率短期大学教授などを務め多数の著作、翻訳をなした。

## 著書
- 『でんわとでんぽう』日置勝駿絵 青葉書房 学級図書館 1957
- 『日本資本主義と電信電話産業』中央電気通信学園 1960
- 『欧米の通信工業』通信機械工業会[ほか] 1964
- 『欧米の電信電話事情』官業労働研究所 1964
- 『組織への挑戦状 業績基準による人間開発と目標の明示』産業能率短期大学出版部 1965
- 『体当り経営論 あなたの会社が生き残るには』産業能率短期大学 1965
- 『電電風土記』東京出版センター 1967
- 『職場交渉うらおもて』産業能率短期大学出版部 1968
- 『新入社員キット心得帳』産業能率短期大学出版部 1968
- 『新・企画調査課長の実務 明日を築く未来スタッフ』池田書店 1969
- 『断絶時代の経営』文芸春秋 1969
- 『挑戦的幹部論』産業能率短期大学出版部 1970
- 『スパルタ管理 会社はつぶれるものと覚悟せよ』日本経営出版会 1971
- 『上役がバカに見えるとき 戦う社員の条件』産業能率短期大学出版部 1972
- 『再建社長日記 君よ!朝のこない夜はない』産業能率短期大学出版部 1972
- 『ズバリ直言 ビジネスマン百戒』産業能率短期大学出版部 1972
- 『エエカッコするな 私の経営論12章』産業能率短期大学出版部 1973
- 『こんな会社オレならこうする』産業能率短期大学出版部 1974
- 『スパルタ社長奮戦す』ダイヤモンド社 1974
- 『社長キット心得帖』日本コンサルタント・グループ 1976
- 『人間高橋達男』高橋達男氏追悼事業委員会 1977

### 共編著
- 『管理者キット心得帳』編 通信世界社 1960
- 『目標管理の運営と実際』上野一郎,猿谷雅治共編 ダイヤモンド社 1966
- 『管理者革新 われらかく変革す・管理者実践の記録』上野一郎,藤芳誠一共編著 産業能率短期大学出版部 1967
- 『新・労務課長の実務』青木伸夫共著 池田書店 1968
- 『目標管理実践シリーズ』第1-12 猿谷雅治共編 池田書店 1968
- 『職場ぐるみ訓練 全員参加経営の実現』影山裕子,清水勤共著 産業能率短期大学出版部 1971

### 翻訳
- ニューヨーク・セントラル鉄道編『人事管理のひけつ』官業労働研究所 1959
- P.J.バウマン『アントン・フィリップス』紀伊国屋書店 1964
- J.B.ジョイント編『人・組織・業績評価 ニューヨーク・セントラル社の実例から』技報堂 1964
- W.H.ニューマン, C.E.サマー『経営の過程 第2』共訳 日本生産性本部 アメリカ経営学全書 1965
- ジョン F.ミー『明日の経営理念』監訳 産業能率短期大学 1966
- D.マグレガー『企業の人間的側面：統合と自己統制による経営』産業能率短期大学 1966
- マリオン・S.ケロッグ『業績評価 目標設定・業績評価・人材育成の三位一体化を図るための管理者の決め手』産業能率短期大学出版部 1966
- H.S.ウッドゲート『電子計算機を駆使した経営管理の提唱』技報堂 1966
- チェスター・バーガー『会社でのしあがる法 アナタはねらわれている』産業能率短期大学 1967
- フレデリック・R.カッペル『これからの産業人』産業能率短期大学出版部 1967
- J.D.バッテン『根性の経営』産業能率短期大学出版部 1967
- S.W.ゲラーマン『人間発見の経営 やる気を起こす条件の変遷と展望』正続、産業能率短期大学出版部 1967-68
- ダグラス・マグレガー著 W.G.ベニス, E.H.シェイン編『リーダーシップ』産業能率短期大学出版部 1967
- クラレンス・B.ランドール『明日の経営幹部』産業能率短期大学出版部 1968
- S.W.ゲラマン『人を動かす経営』産業能率短期大学出版部 1968
- チャールス・E.ソレンセン『フォード その栄光と悲劇』産業能率短期大学出版部 1968
- カール・ヘイル『管理者の業績評価』産業能率短期大学出版部 1969
- J.D.バッテン『根性ある社風』産業能率短期大学出版部 1969
- E.ライオンズ『サーノフ 電子工業のパイオニア』河出書房新社 世界の企業家 1969
- フリッツ・マッハルプ『知識産業』木田宏共監訳 産業能率短期大学出版部 1969
- メルビル・ダルトン『伝統的管理論の終焉』栗山盛彦共訳 産業能率短期大学出版部 1969
- ヘンリー・スティル『人間 これからの30年』日本生産性本部 1969
- ジャック・A.モートン『革新のエコロジー 人と組織の有機的結合の実例』産業能率短期大学出版部 1970
- ウイリアム・A.ロブソン『政府と企業 英国における産業国有化の実態』産業能率短期大学出版部 1970
- ハロルド・マンスフィールド『創造と挑戦 ボーイング・スピリット ジャンボジェットとアポロまで』産業能率短期大学出版部 1970
- ハンプトン編『経営行動科学』共訳 好学社 1971
- ウォレン・G.ベニス『職場ぐるみ訓練の考え方 起源・本質・将来の展望』産業能率短期大学出版部 1971
- ロバート R.ブレーク, ジェーン S.ムートン『グリッド方式による組織づくり 組織風土を変える』広田寿亮共訳 産業能率短期大学出版部 1972
- E.H.シェイン『職場ぐるみ訓練の進め方 スタッフ,コンサルタントのための指針』産業能率短期大学出版部 1972
- レイモンド・O.ローエン『創造的管理者 人を使う人の姿勢と急所』日本生産性本部 1972
- リチャード・ベックハード『組織づくりの戦略とモデル』鈴木博共訳 産業能率短期大学出版部 1972
- R.ウォルトン『対人関係の改善 対決と第三者のコンサルタント』産業能率短期大学出版部 1972
- ジェームズ M.ブラック, バージニア T.ブラック『実戦的管理者 激動期におけるリーダーの条件』日本生産性本部 1973
- P.R.ローレンス, J.W.ローシュ『組織づくり その診断と手順』産業能率短期大学出版部 1973
- A.C.ヘイゼル,A.S.レイド『生き残る経営21カ条』日本コンサルタント・グループ 1974
- マーチン・R.スミス『経営あほだら教を盲信するな』日本生産性本部 1974
- アーサー C.ヘイゼル, アレン S.レイド『儲ける経営の急所26カ条 これだけはお忘れなく!』日本コンサルタントグループ 1975
- フィリップ・B.クロスビー『ZDの考え方・進め方 管理者のための欠陥防止ハンドブック』監訳 産業能率短期大学出版部 1976
- クリス・アージリス『対人能力と組織の効率 個人の欲求と組織目標の統合』産業能率短期大学出版部 1977